# Melon Head
Il nome Melon Head (in italiano, letteralmente, "testa di melone") è l'appellativo dato alle creature dell'omonima leggenda metropolitana popolare in parti del Michigan, dell'Ohio e del Connecticut, descritte per la maggior parte delle volte come piccole creature dall'aspetto vagamente umano con gigantesche teste a forma di, appunto, melone. Secondo la leggenda, i Melon Heads uscirebbero da dei luoghi nascosti per attaccare le persone, per via del loro odio viscerale verso il genere umano.